# Domenico Quaglio le jeune
 (juillet 2025).
Johann Dominicus Quaglio, de son vrai nom Domenico Quaglio (né à Munich, le 1er janvier 1787, mort le 9 avril 1837 à Hohenschwangau), fut un peintre d'architecture majeur du romantisme bavarois. Il est le deuxième des 11 enfants du peintre et de l'architecte Giuseppe Quaglio. Sa famille, originaire d'Italie du Nord, émigra pour entrer au service du prince Carl Theodor de Mannheim à Munich.
Quaglio a été formé à la gravure sur cuivre et à la lithographie. C'est avec cette technique qu'il représente des constructions médiévales. Il était peintre et décorateur de théâtre à la cour à Munich. Il devint plus tard peintre de cour et membre de l'académie. Pour le compte du Kronprinz Maximilien, il supervisa la reconstruction du château de Hohenschwangau dès 1833. Il est mort avant son achèvement.
Ses images traitent surtout des bâtiments, des places et des rues de Munich avant les transformations voulues par le roi Louis Ier de Bavière. Ses œuvres ont toujours un caractère documentaire avec le style typique du romantisme allemand.
Le 28 janvier 1819 il épousa Josepha Sedlmayr.

## Galerie

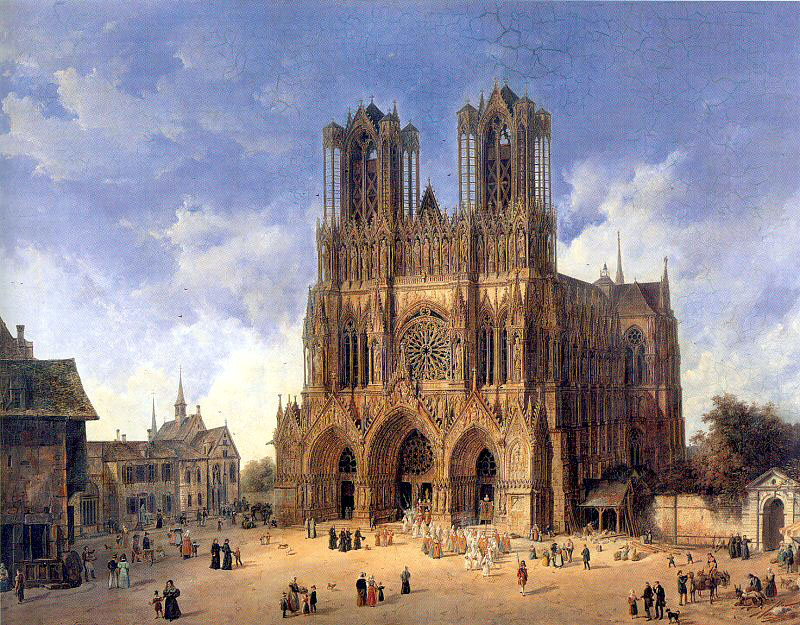
La Cathédrale de Reims (France).
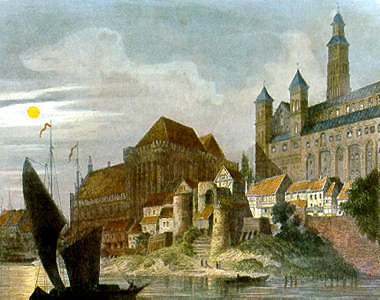
Marienburg en Prusse orientale - Stahlstich, 1834.
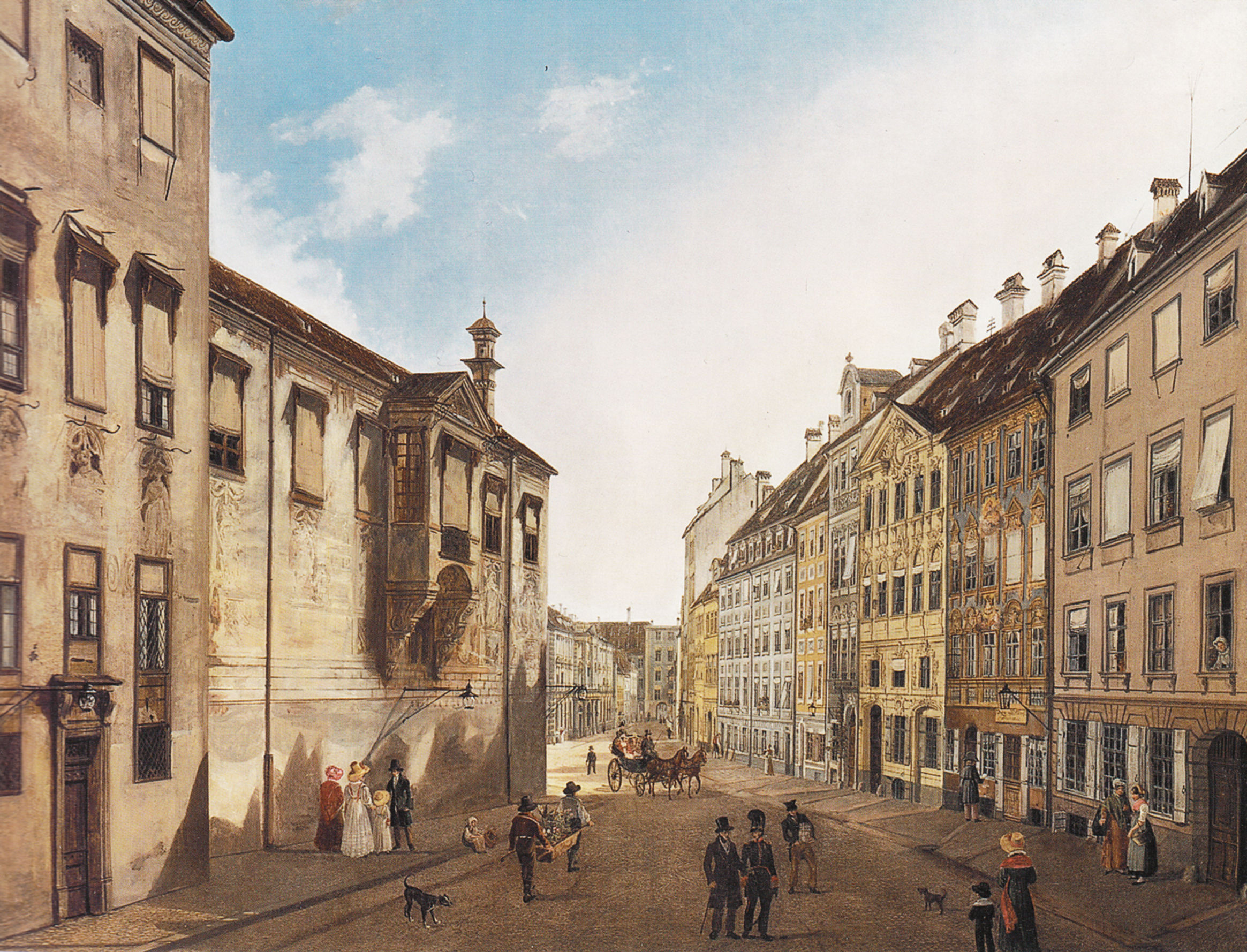
Munich : La Residenzstraße près de la Max-Joseph-Platz en 1826.